# Gbomo Gbomo Express
Gbomo Gbomo Express es una película nigeriana de comedia de 2015, escrita y dirigida por Walter Taylaur. Está protagonizada por Ramsey Nouah, Osas Ighodaro, Blossom Chukwujekwu, Kiki Omeili, Alexx Ekubo, Gideon Okeke, Gbenro Ajibade, Ikechukwu Onunaku y Shafy Bello. Es un spin-off de Married to the Game, una serie de televisión, también dirigida por Walter Taylaur para EbonyLife TV.

## Sinopsis
La película se centra en el secuestro del jefe del sello discográfico, Austin Mba (Ramsey Nouah) y la socialité que conoce en un club, Cassandra (Osas Ighodaro). La situación se complica para los inexpertos secuestradores liderados por Francis (Gideon Okeke), quien tiene que lidiar con su novia, Blessing (Kiki Omeili) y su loco compañero, Filo (Gbenro Ajibade), mientras intentan obtener el pago del rescate.
Austin Mba (Ramsey Nouah), es el CEO de Rolling Records, un sello que está a punto de firmar un importante acuerdo de patrocinio, negociado por su socio y abogado de la compañía, Rotimi Lawal (Blossom Chukwujekwu). Un trío de estafadores, Francis (Gideon Okeke), el líder de la pandilla, Filo (Gbenro Ajibade) y Blessing (Kiki Omeili), interceptan un correo electrónico sobre el acuerdo de patrocinio de Rolling Records, con un valor supuestamente de ₦ 50 millones; entonces deciden secuestrar a uno de los dueños del sello discográfico. El rescate a pagar serán, nada más y nada menos que, 50 millones de nairas.

## Elenco
- Ramsey Nouah como Austin Mba

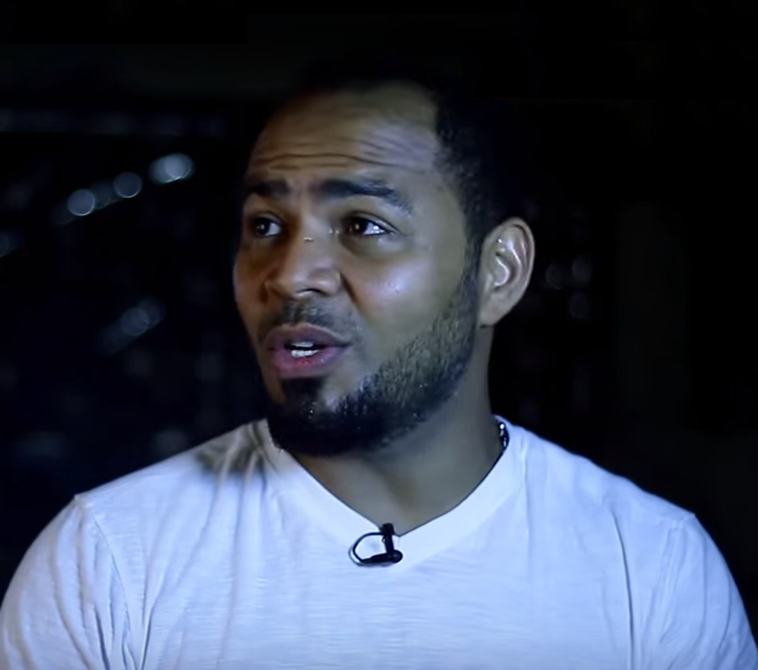
Ramsey Nouah en el set de la película

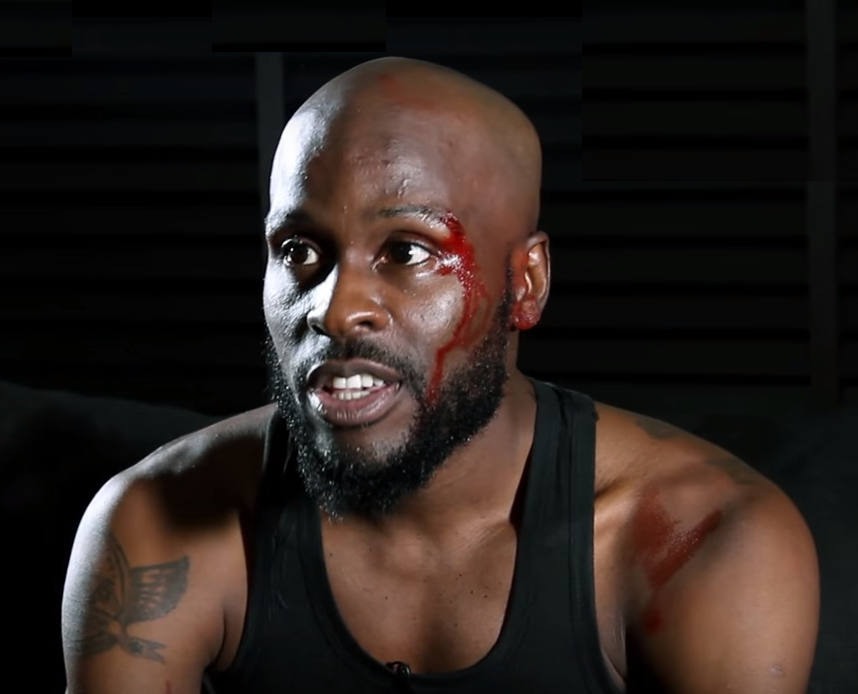
Ikechukwu durante el rodaje

- Blossom Chukwujekwu como Rotimi Lawal
- Osas Ighodaro como Cassandra
- Gideon Okeke como Francis
- Kiki Omeili como Bendición
- Gbenro Ajibade como Filo
- Ikechukwu Onunaku como Nino
- Alexx Ekubo como esposo
- Shaffy Bello – Akinrimisi como Alexis Osita- Park
- Kenneth Okolie como Celoso
- Omoye Uzamere como Nkem
- Niqua Johnson como camarera
- Shakar EL como movilidad
- Ben Thomas como Ghadaffi

## Producción

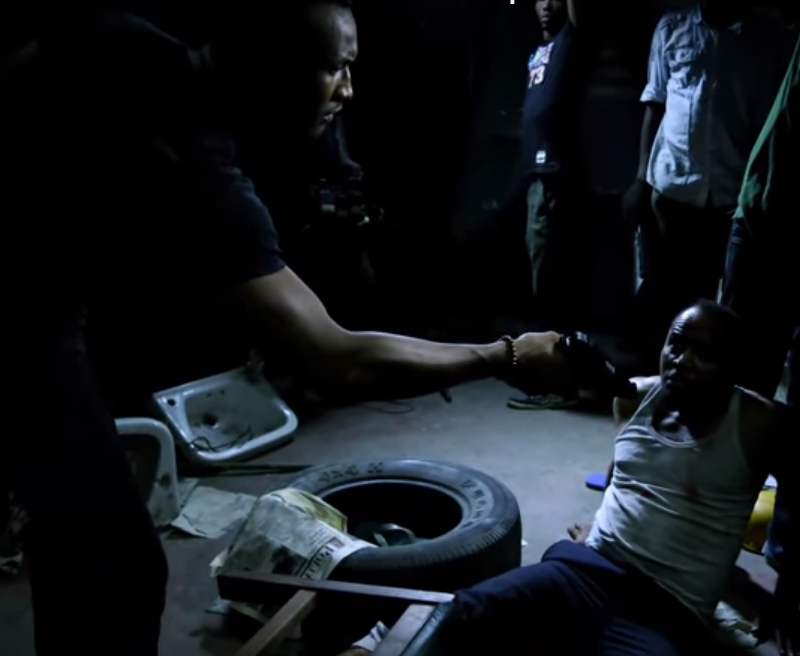
Detrás de escena de Gbomo Gbomo Express

Gbomo Gbomo Express es un spin-off de Married to the Game, una serie de televisión, también dirigida por Walter Taylaur para EbonyLife TV. La trama del programa de Married to the Game comienza donde se concluye la de Gbomo Gbomo Express. La idea del secuestro se le ocurrió al director, Taylaur, a partir del relato de la vida real del secuestro de una pareja que salía de un club nocturno. Sound Sultan y Lilian Esoro estaban destinados a aparecer en la película, pero luego se retiraron debido a horarios conflictivos. Gbomo Gbomo Express es la primera película juntos de Osas Ighodaro y Gbenro Ajibade, después de su matrimonio.
Fue completamente rodada en el estado de Lagos. La fotografía principal, programada para realizarse en 14 días, tomó 18 días. Las escenas de secuestro, que constituyen la mayor parte de la película, se rodaron en el set de un edificio abandonado en Ebute Metta, Lagos. El edificio también se convirtió en un estudio para las escenas corporativas. Algunos de los otros decorados de la película también se construyeron en este lugar. Se suponía que se filmaría una escena importante en las vías del tren en Ebuta Metta, sin embargo, más tarde se revocó el permiso para filmar en el sitio.
La posproducción tomó tres meses. La película incluye canciones de Yemi Alade , Ikechukwu, SDC, Shakar EL, Labzy Lawal, Ben Thomas, Thell'ma y Egar Boi, entre otros.

## Lanzamiento
Un avance fue lanzado el 30 de junio de 2015. Los detrás de cámaras estuvieron en línea entre julio y agosto de 2015. El tráiler oficial fue estrenado el 2 de septiembre de 2015. La película se estrenó el 27 de septiembre de 2015, y comenzó a proyectarse en cines seleccionados en Nigeria el 2 de octubre de 2015.

## Recepción
The Movie Pencil comentó: "Si te gusta la buena actuación, entonces tomaste la decisión correcta al ver esta película…. ¡Cada miembro del elenco ha hecho un trabajo fantástico al dar vida a los personajes de Gbomo Gbomo Express!".